# Schlesisches Tor (metrostation)
Schlesisches Tor is een station van de metro van Berlijn, gelegen in het oosten van de Berlijnse wijk Kreuzberg, niet ver van de Oberbaumbrücke over de Spree. Het viaductstation werd geopend op 18 februari 1902 aan de eerste Berlijnse metrolijn, het zogenaamde stamtracé, en is tegenwoordig onderdeel van lijn U1. Zijn naam dankt het station aan de Schlesisches Tor (Silezische Poort) in de Berlijnse stadsmuur, die tot het midden van de 19e eeuw op deze locatie stond.
Station Schlesisches Tor onderscheidt zich door zijn architectuur van alle andere stations aan de Hochbahn door Kreuzberg. Net als de stations Warschauer Straße en Hallesches Tor kreeg het geen standaardconstructie van ijzer en glas van Siemens & Halske, maar een karakteristiek eigen ontwerp. De architecten Hans Grisebach en August Georg Dinklage creëerden een bakstenen stationsgebouw met torentjes, arcades en erkers in neorenaissancestijl. Beide zijperrons kregen een met rode dakpannen beklede overkapping. Het stationsgebouw huisvestte oorspronkelijk ook een café-restaurant en een kegelbaan, later was er een kleine winkel in gevestigd. Het metrostation staat in zijn geheel onder monumentenbescherming.

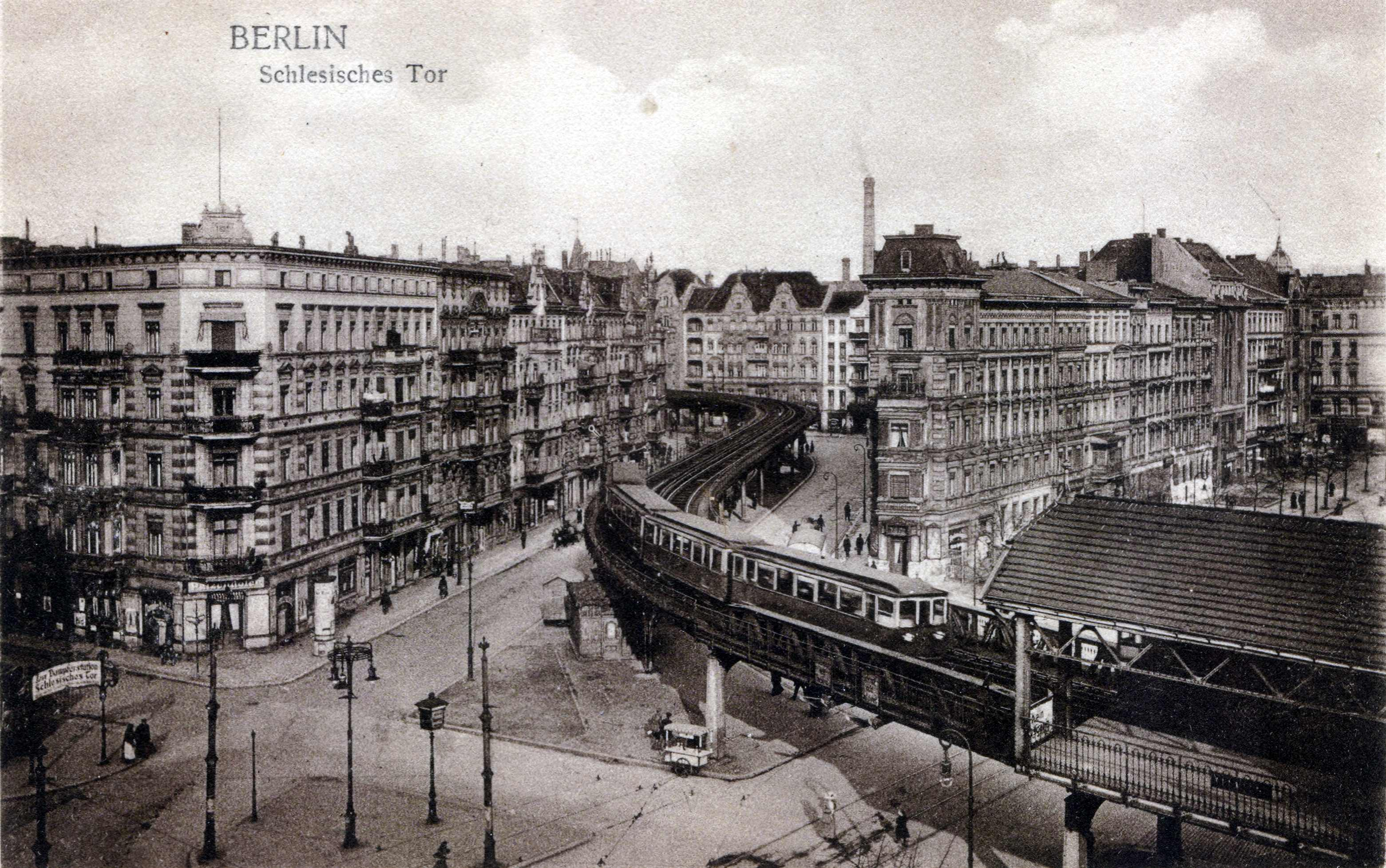
Station Schlesisches Tor en het luchtspoor door de Oberbaumstraße gezien vanuit het noordwesten, begin 20e eeuw

Na de bouw van de Berlijnse Muur in 1961 werd het spoor tussen Schlesisches Tor en Warschauer Straße onderbroken. Station Schlesisches Tor was vervolgens 34 jaar het oostelijke eindpunt van de Hochbahn, totdat de verbinding op 14 oktober 1995 weer hersteld was. In 1985 onderging het stationsgebouw een uitgebreide restauratie aan de hand van de oorspronkelijke ontwerpen.

Het spoor in het metrostation ligt in een flauwe bocht boven een pleintje tussen de Skalitzer Straße en de Oberbaumstraße. Ten oosten van station Schlesisches Tor maakt het luchtspoor een S-bocht door de Oberbaumstraße om vervolgens de Spree te kruisen op een viaduct op de Oberbaumbrücke.